# 마크 데클린
마크 데클린(Mark Deklin, 1967년 12월 3일 ~ )은 미국의 배우, 무술감독이다.

## 출연 작품

### 영화
- Nathan's Choice (2001) - 단편
- Tides of War (2005)
- 허비: 첫 시동을 걸다 (2005)
- 캘리포니아 뷰티 (2006)
- The Wish List (2010)
- 타잔 (2013)
- The Wedding Chapel (2013)
- 디 앤써 (2015, The Answer)

### 텔레비전
- 위기의 주부들 (2006-07)
- The Ex List (2008-09)
- Riverworld (2010)
- 하와이 파이브-0 (2011-12)
- GCB (2012)
- 캐슬 (2013)
- 크리미널 마인드 (2015)
- 은밀한 하녀들 (2014)
- 리졸리 앤 아일스 (2016)
- 지정생존자 (2017)
- 엘리멘트리 (2017)
- 메이저 크라임 (2017)
- 그레이스 앤 프랭키 (2018-19)
- 블랙리스트 (2019)
- 블루 블러드 (2020)